# Can Gener (Sant Cugat del Vallès)
Can Gener és un edifici del municipi de Sant Cugat del Vallès (Vallès Occidental) que forma part de l'Inventari del Patrimoni Arquitectònic de Catalunya.

## Descripció
És una masia de caràcter majestuós, de planta rectangular i teulada a dues vessants. Ha estat reformada perdent la seva estructura original. La porta d'entrada no és l'antiga i la galeria d'arcs que s'obre en el pis superior tampoc. Els arcs de la galeria són apuntats i la barana és de balustrada. Té un rellotge de sol inscrit en la façana.